# Eddie Howe
Edward John Frank Howe (* 29. listopadu 1977 Amersham) je anglický profesionální fotbalový manažer a bývalý hráč, který je hlavním trenérem anglického klubu Newcastle United FC.
Poté, co v roce 2008 převzal vedení týmu AFC Bournemouth, který byl na pokraji sestupu z EFL League Two, dovedl Howe klub do Premier League (poprvé v historii klubu). V roce 2015 byl zvolen nejlepším manažerem English Football League desetiletí po tom, co se mu podařilo v průběhu sedmi let třikrát postoupit (ze čtvrté do první ligy).
Howe strávil také většinu své hráčské kariéry v Bournemouthu, je jejich odchovancem a strávil v klubu osm let. Následně odešel do Portsmouthu, kde v průběhu tří let odehrál pouhá dvě utkání, a tak se vrátil zpátky do AFC Bournemouth, ve kterém v roce 2007 ukončil svou hráčskou kariéru.
O rok později se stal hlavním trenérem A-týmu Bournemouthu, a stal se nejmladším manažerem ve Football League. Tým převzal v polovině sezóny na sestupových pozicích do National League. Díky 12 výhrám v 23 utkáních pomohl týmu k udržení se v čtvrté nejvyšší soutěži a v následující sezóně Bournemouth postoupil z druhého místa do League One.
Po krátkém působení jako manažer v Burnley se Howe vrátil do Bournemouthu a v sezóně 2012/13 je dovedl dalšímu postupu, tentokráte do Championship. V sezóně 2014/15 Bournemouth opět postoupil, čímž se dostal do Premier League. Bournemouth strávil v Premier League pět sezón pod Howem, než sestoupil zpátky do Championship v roce 2020. Po sestupu Howe rezignoval na funkci manažera klubu.

## Trenérská kariéra
V prosinci 2006, ve věku 29 let, se Howe stal hrajícím trenérem rezervního týmu AFC Bournemouth, i když nadále hrál v A-týmu. Hráčskou kariéru ukončil v létě 2007 poté, co se nedokázal zotavit ze zranění kolena. V září 2008 přišel Howe o místo poté, co byl odvolán Kevin Bond z pozice manažera prvního týmu.

### AFC Bournemouth
Howe se vrátil do AFC Bournemouth jako trenér mládeže a převzal funkci dočasného manažera A-týmu 31. prosince 2008, a to po vyhazovu Jimmyho Quinn. 19. ledna 2009 se stal manažerem klubu a pomohl klubu k udržení se v EFL League One navzdory 17bodovému manku, které měl klub v době jeho příchodu na nesestupová místa.
V listopadu 2009 byl Howe osloven druholigovým klubem Peterborough United, aby nahradil Darrena Fergusona na pozici manažera A-týmu, ale Howe jejich nabídku odmítl.
AFC Bournemouth si po dvou letech ve čtvrté nejvyšší soutěži anglického fotbalu zajistil postup do League One díky venkovní výhře 2:0 na hřišti Burtonu Albion 24. dubna 2010.
Na začátku roku 2011 oslovilo Howea několik dalších klubů, ale 11. ledna oznámil, že zůstává v Bournemouthu. 14. ledna 2011 se však Howe stal novým manažerem druholigového Burnley. Svého stého, a zároveň posledního, zápasu na lavičce Bournemouthu se dočkal později téhož dne; kluv však prohrál 2:1 venku proti Colchesteru United.

### Burnley
Dne 16. ledna 2011 byl Howe oficiálně představen jako nový manažer Burnley poté, co podepsal smlouvu na tři a půl roku. Jeho první zápas na lavičce Burnley se odehrál 22. ledna 2011; utkání proti Scunthorpe United skončil bezbrankovou remízou. Burnley skončilo na 8. příčce v Championship v sezóně 2010/11 a na 13. v sezóně 2011/12. Burnley opustil v říjnu 2012 z „osobních důvodů“.

### Návrat do AFC Bournemouth
V říjnu 2012 se znovu stal manažerem svého bývalého klubu AFC Bournemouth. Stal se manažerem měsíce League One za listopad. 20. dubna 2013 si klub zajistil postup do druhé nejvyšší soutěže, na konci sezóny skončil klub v lize druhý, jeden bod za Doncasterem Rovers. V sezóně 2013/14 skončil Howeův AFC Bournemouth na 10. místě v Championship, s odstupem šest bodů na pozice v postupovém play-off.
Dne 19. dubna 2015 získal Howe ocenění pro nejlepšího manažera desetiletí English Football League na Football League Awards.
Dne 27. dubna 2015 si AFC Bournemouth zajistil postup do Premier League. AFC Bournemouth porazil Bolton Wanderers 3:0 na Goldsands Stadium; toto vítězství sice nezaručovalo jistý postup do Premier League 2015/16. O ten již Bournemouth mohl přijít už jen teoreticky, třetí Middlesbrough by musel překonat 19brankový rozdíl s jediným zápasem do konce sezóny. AFC Bournemouth potvrdil svůj postup v poslední den sezóny, 2. května 2015, vítězstvím 3:0 na hřišti Charltonu Athletic a díky ztrátě prvního Watfordu se stal ligovým mistrem.
Howe dovedl AFC Bournemouth k udržení se v Premier League ve své první sezóně v nejvyšší soutěži, když tým skončil na 16. místě s náskokem pěti bodů na sestupové pozice. V sezóně 2016/17 dovedl Bournemouth k deváté pozici v lize. O rok později skončil na 12. místě a zajistil si tak čtvrtou sezónu v řadě v Premier League. Howeův tým skončil na 14. místě v sezóně 2018/19, ale pětileté působení klubu v Premier League skončilo po ročníku 2019/20 poté, co Bournemouth skončil na 18. místě.
Dne 1. srpna 2020 AFC Bournemouth oznámil, že Howe po osmi letech opustil klub po vzájemné dohodě.
V květnu 2021 Howe odmítl nabídku stát se manažerem skotského Celticu.

### Newcastle United
Dne 8. listopadu 2021 byl Howe jmenován hlavním trenérem Newcastle United po vyhození Steva Bruce a nedávném převzetí klubu saúdskoarabskými majiteli.

## Hráčské statistiky
| Klub                 | Sezóna  | Liga            | Liga   | Liga | FA Cup | FA Cup | EFL Cup | EFL Cup | Ostatní | Ostatní | Celkem | Celkem |
| Klub                 | Sezóna  | Liga            | Zápasy | Góly | Zápasy | Góly   | Zápasy  | Góly    | Zápasy  | Góly    | Zápasy | Góly   |
| -------------------- | ------- | --------------- | ------ | ---- | ------ | ------ | ------- | ------- | ------- | ------- | ------ | ------ |
| AFC Bournemouth      | 1995/96 | Second Division | 5      | 0    | 0      | 0      | 0       | 0       | 0       | 0       | 5      | 0      |
| AFC Bournemouth      | 1996/97 | Second Division | 13     | 0    | 0      | 0      | 0       | 0       | 0       | 0       | 13     | 0      |
| AFC Bournemouth      | 1997/98 | Second Division | 40     | 1    | 3      | 0      | 2       | 0       | 5       | 0       | 50     | 1      |
| AFC Bournemouth      | 1998/99 | Second Division | 45     | 2    | 4      | 2      | 4       | 1       | 3       | 0       | 46     | 5      |
| AFC Bournemouth      | 1999/00 | Second Division | 28     | 1    | 0      | 0      | 5       | 0       | 0       | 0       | 33     | 1      |
| AFC Bournemouth      | 2000/01 | Second Division | 31     | 2    | 3      | 0      | 1       | 0       | 0       | 0       | 35     | 2      |
| AFC Bournemouth      | 2001/02 | Second Division | 38     | 4    | 2      | 0      | 1       | 0       | 1       | 0       | 42     | 4      |
| AFC Bournemouth      | Celkem  | Celkem          | 200    | 10   | 12     | 2      | 13      | 1       | 9       | 0       | 224    | 13     |
| Portsmouth           | 2001/02 | First Division  | 1      | 0    | 0      | 0      | 0       | 0       | 0       | 0       | 1      | 0      |
| Portsmouth           | 2002/03 | First Division  | 1      | 0    | 0      | 0      | 0       | 0       | 0       | 0       | 1      | 0      |
| Portsmouth           | Celkem  | Celkem          | 2      | 0    | 0      | 0      | 0       | 0       | 0       | 0       | 2      | 0      |
| Swindon Town (host.) | 2003/04 | Second Division | 0      | 0    | 0      | 0      | 0       | 0       | 0       | 0       | 0      | 0      |
| AFC Bournemouth      | 2004/05 | League One      | 35     | 1    | 3      | 0      | 2       | 0       | 0       | 0       | 40     | 1      |
| AFC Bournemouth      | 2005/06 | League One      | 20     | 0    | 0      | 0      | 0       | 0       | 0       | 0       | 20     | 0      |
| AFC Bournemouth      | 2006/07 | League One      | 15     | 1    | 1      | 0      | 0       | 0       | 0       | 0       | 16     | 1      |
| AFC Bournemouth      | Celkem  | Celkem          | 70     | 2    | 4      | 0      | 2       | 0       | 0       | 0       | 76     | 2      |
| Celkem               | Celkem  | Celkem          | 272    | 12   | 16     | 2      | 15      | 1       | 9       | 0       | 302    | 15     |

## Trenérské statistiky
| Tým              | Od                | Do             | Statistiky | Statistiky | Statistiky | Statistiky | Statistiky | Ref.         |
| Tým              | Od                | Do             | Zápasy     | Výhry      | Remízy     | Prohry     | % Výhry    | Ref.         |
| ---------------- | ----------------- | -------------- | ---------- | ---------- | ---------- | ---------- | ---------- | ------------ |
| AFC Bournemouth  | 31. prosince 2008 | 16. ledna 2011 | 102        | 51         | 18         | 33         | 50,00      | [ 6 ] [ 34 ] |
| Burnley          | 16. ledna 2011    | 12. října 2012 | 87         | 34         | 19         | 34         | 39,08      | [ 34 ]       |
| AFC Bournemouth  | 12. října 2012    | 1. srpna 2020  | 356        | 143        | 77         | 136        | 40,17      | [ 34 ]       |
| Newcastle United | 8. listopadu 2021 | Současnost     | 0          | 0          | 0          | 0          | —          |              |
| Celkem           | Celkem            | Celkem         | 545        | 228        | 114        | 203        | 41,83      |              |

## Ocenění

### Trenérská

#### AFC Bournemouth
- EFL Championship: 2014/15[25]
- EFL League One: 2012/13 (druhé místo)[20]
- EFL League Two: 2009/10 (druhé místo)[8]

### Individuální
- Manažer desetiletí English Football League: 2005–2015[35]
- Manažer měsíce Premier League: březen 2017, leden 2018, říjen 2018[36]
- Manažer měsíce EFL Championship: říjen 2014,[37] březen 2015[38]
- Manažer měsíce EFL League One: listopad 2012,[18] duben 2013[39]